# Alois Negrelli (trein)
De Alois Negrelli is een internationale trein tussen Tsjechië en Duitsland en is genoemd naar de Oostenrijkse spoorwegbouwer Alois Negrelli die onder andere het spoorwegnet in Tsjechië heeft aangelegd.

## EuroCity
Op 28 mei 2000 kwam de EC Alois Negrelli in plaats van de EC Comenius. Het traject omvatte echter alleen het deel Praag - Hamburg van de EC Comenius, terwijl het deel Praag - Boedapest verviel. De treindienst startte met de nummers EC 174 en EC 175. Op 14 december 2002 werd de route aan de noordkant verlengd tot Århus in Denemarken. In 2003 werd besloten om de EuroCity's in het Elbedal, waaronder de EC Alois Negrelli, voortaan zonder naam te laten rijden en de naam verviel dan ook op 14 december 2003. Op 12 december 2004 werd de trein omgenummerd in EC 370 richting Denemarken en EC 371 richting Tsjechië. Van 10 december 2006 tot 9 december 2007 begon de rit in noordelijke richting in Wenen, maar in zuidelijke richting werd nog steeds geëindigd in Praag.

### Route en dienstregeling
| EC 370 | land       | station                       | km | EC 371 |
| ------ | ---------- | ----------------------------- | -- | ------ |
| 06:08  | Oostenrijk | Wien Südbahnhof               | 0  | **:**  |
|        | Oostenrijk | Hohenau                       |    | **:**  |
|        | Tsjechië   | Breclav                       |    | **:**  |
|        | Tsjechië   | Brno                          |    | **:**  |
|        | Tsjechië   | Pardubice                     |    | **:**  |
|        | Tsjechië   | Praag Holesovice              |    | 19:33  |
|        | Tsjechië   | Ústí nad Labem hlavní nádraží |    |        |
|        | Tsjechië   | Decin                         |    |        |
|        | Duitsland  | Bad Schandau                  |    |        |
|        | Duitsland  | Dresden Hbf                   |    |        |
|        | Duitsland  | Dresden Neustadt              |    |        |
|        | Duitsland  | Elsterwerda                   |    |        |
|        | Duitsland  | Berlin Ostbahnhof             |    |        |
|        | Duitsland  | Berlin Hbf                    |    |        |
|        | Duitsland  | Wittenberge                   |    |        |
|        | Duitsland  | Ludwigslust                   |    |        |
|        | Duitsland  | Hamburg Hbf                   |    |        |
|        | Duitsland  | Hamburg Dammtor               |    |        |
|        | Duitsland  | Neumünster                    |    |        |
|        | Duitsland  | Rendsburg                     |    |        |
|        | Duitsland  | Schleswig                     |    |        |
|        | Duitsland  | Flensburg                     |    |        |
|        | Denemarken | Padborg                       |    |        |
|        | Denemarken | Kolding                       |    |        |
|        | Denemarken | Fredericia                    |    |        |
|        | Denemarken | Vejle                         |    |        |
|        | Denemarken | Horsens                       |    |        |
|        | Denemarken | Skanderborg                   |    |        |
| 22:40  | Denemarken | Århus                         |    | 07:10  |

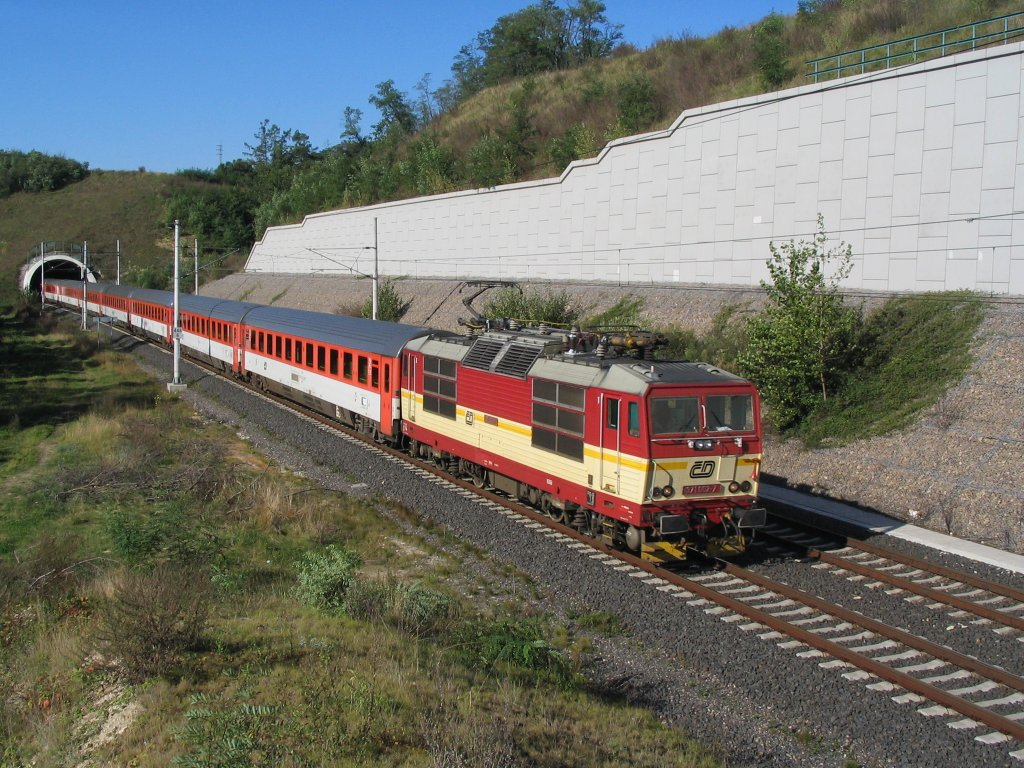
De trein tussen Praag en Děčín onderweg naar Århus bij het verlaten van de Mlčechvosty-tunnel op 19 september 2005

De inkorting van het traject ten noorden van Berlijn, op 9 december 2007 leidde tot een nieuwe omnummering EC 176 reed voortaan van Praag naar Hamburg Altona, terwijl de rit in zuidelijke richting als EC 179 begon in Berlijn Gesundbrunnen. Sinds 14 december 2008 heeft de trein zijn naam weer terug en is het traject aan de zuidkant verlengd tot Brno. Op 10 december 2010 is het traject aan de noordkant verlengd tot Szczecin waarbij de trein in noordelijke richting is omgenummerd in EC 178.

### Rollend materieel
De trein bestond vanaf 2000 tot 9 december 2007 uit rijtuigen van de České dráhy. Vanaf 9 december 2007 tot 12 december 2009 stelde de Deutsche Bahn de rijtuigen voor de trein. Sinds 12 december 2009 wordt weer gereden met rijtuigen van de České dráhy.